# Albosaggia
Albosaggia est une commune italienne de la province de Sondrio, dans la région Lombardie.

## Administration
| Période                                  | Période  | Identité        | Étiquette | Qualité |
| ---------------------------------------- | -------- | --------------- | --------- | ------- |
| 2018                                     | en cours | Graziano Murada |           | maire   |
| Les données manquantes sont à compléter. |          |                 |           |         |

### Communes limitrophes
Caiolo, Castione Andevenno, Faedo Valtellino, Montagna in Valtellina, Piateda, Sondrio.

## Jumelage
- Beaufort (Savoie)  (France) depuis 2003 (Coopération décentralisée)[2].